# Équipe cycliste Sammontana (1973-1974)
L'équipe cycliste Sammontana est une équipe cycliste professionnelle italienne, présente dans le peloton en 1973 et 1974.
Elle ne doit pas être confondue avec l'équipe Sammontana active en 1981 et 1986.

## Histoire
L'équipe est dirigée en course par Alfredo Martini, ancien directeur sportif de l'Ferretti.

## Principales victoires
- Tour d'Émilie : Franco Bitossi (1973)
- Coppa Sabatini : Mauro Simonetti (1973), Wilmo Francioni (1974)
- Tour de Vénétie : Franco Bitossi (1973)
- Tour des Pouilles : Fabrizio Fabbri (1974)
- Grand Prix de l'industrie et du commerce de Prato : Fabrizio Fabbri (1974)
- À travers Lausanne : Giuseppe Perletto (1974)

## Bilan sur les grands tours
- Tour d'Italie
  - 2 participations (1973, 1974)
  - 1 victoire d'étape
    - 1 en 1974 : Giuseppe Perletto

  - 0 classement annexe

- Tour de France
  - 0 participation

- Tour d'Espagne
  - 0 participation